# Donald Leslie Harradine
Donald Leslie Harradine (* 1911 in Enfield bei London; † 26. September 1996 in Caslano) war ein Schweizer Golfplatzarchitekt. In vielen europäischen Staaten plante er Golfplätze und hatte die Bauleitung inne. In Deutschland legte er fast fünfzig Golfanlagen an, die fast ausnahmslos zu den „landschaftlichen“ Golfplätzen zählen.

## Lebenslauf
Donald Harradine wurde 1911 in Enfield bei London geboren. Er wuchs bei seinem Stiefvater dem Golf-Professional J. A. Hockey auf, der Golfschläger für die Londoner Golfclubs herstellte. Harradines Stiefvater unterrichtete darüber hinaus im Londoner Kaufhaus Harrods als einer der ersten Golflehrer in einer von ihm gegründeten Indoor-Golfschule. Der frühe Kontakt mit der traditionsreichen englischen Golfwelt rief bei Don Harradine die Leidenschaft für diesen Sport hervor und er betätigte sich bald als Scratchgolfer. Donald Harradine studierte mit einem Stipendium am Woolwich-Polytechnikum und betätigte sich in seiner Freizeit als Helfer auf dem örtlichen Golfplatz.
J. A. Hockey hatte im schweizerischen Bad Ragaz den Auftrag für einen Ausbau des Golfplatzes von acht Löcher auf einen 9-Loch-Platz. Harradine, der mit ihm arbeitete, hatte nun den Status des Adlatus. Später wurde der Golfplatz in Bad Ragaz nach seinen Entwürfen zur Musteranlage umgebaut. Dann kamen nach und nach Aufträge für Golfprojekte in der Schweiz, z. B. in Davos, Vulpera, Flims und Bern, wo er auf dem Gurten den ersten 9-Loch-Golfplatz projektierte und baute.
Während des Zweiten Weltkrieges leistete Harradine Dienst bei der britischen Gesandtschaft in Bern. In dieser Zeit lernte er seine spätere Frau Babette kennen und gründete eine Familie. Das Paar hatte zwei Kinder, Peter und Kathleen. Nach Kriegsende fand Harradine neue Aufgaben als Golfarchitekt und er zog nach Caslano bei Lugano um, um den dortigen Golfplatz von Grund auf umzubauen und zu modernisieren. Hier richtete in seinem Haus ein Planungsbüro ein und besaß zu Beginn eine Baufirma, mit der er einzelne Plätze baute.
Bei mehr als Hundert Golfanlagen war sein Stil die unaufdringliche Formensprache eines Golfplatzes in der ursprünglichen Landschaft auf hohem sportlichem Niveau.
Donald Harradine verstarb am 26. September 1996 in seinem Haus in der Via Golf Nr. 32 im schweizerischen Caslano am Luganersee. Mit Harradines Sohn Peter und Enkel Michael arbeitet nun bereits die 4. Generation der Familie in der Architektur von Golfplätzen.

## Architektur von Harradines Golfplätzen
Harradine war als Golfarchitekt Autodidakt. Er orientierte sich an der englischen Tradition des Golfspiels auf den bereits damals alten Golfanlagen des Genres Parkland-Course im Inland. Seine ersten Plätze waren schweizerische Hotelgolfplätze an mondänen Zielen, des Fremdenverkehrs wie Bad Ragaz, Davos oder Arosa. Hier lernte er, wie man in grossen Höhenlagen Rasenflächen anlegt und unterhält.
Harradine war Spezialist für schwierige Gelände und konnte selbst in Landschaften, die aus heutiger Sicht kritisch waren, noch exzellente Plätze „unterbringen“. Er bewegte sich vollkommen frei in den Designstilen des „Strategic- und Penal-Designs“, er verteilte sparsam Sandhindernisse auf den Fairways und blieb Befürworter von gut platzierten Bäumen. Seine Meinung war, lieber ein guter Par 69-Golfplatz als ein schlechter Par 72-Platz.
Ein besonderes Augenmerk richtete er auf das Greenkeeping, weil er den Status des Pflegepersonals heben wollte und weil ein schlecht gepflegter Platz die Arbeit des Architekten zunichtemachte. 1969 gründete er zusammen mit seiner Frau die „International Greenkeepers Association“, er gab eine Fachzeitschrift heraus und hielt Seminare für die Fortbildung der Greenkeeper ab. Aus der IGA wurde später ein Dachverband, der die nationalen Verbände betreut. Es wurde sogar ein jährliches Golfturnier ins Leben gerufen, die „Harradine Memorial Trophy“, die alternierend vom deutschen, österreichischen und schweizerischen Greenkeeperverband ausgerichtet wird.

## Die „British Association of Golf Course Architects“
Am 14. Juli 1971 gründeten in London an der Great Western Hotel, Paddington Golfplatz-Architekten eine Vereinigung von professionellen Golfarchitekten, die „The British Association of Golf Course Architects“. Die vier Gründungsmitglieder waren: C. K. Cotton (1887–1974) J. Hamilton Stutt (1924–2008) Donald Leslie Harradine und Fred W. Hawtree (1916–2000).